# Stanisław Polak (postać)
Stanisław Polak – postać z powieści Teodora Parnickiego Tylko Beatrycze.

## Geneza postaci

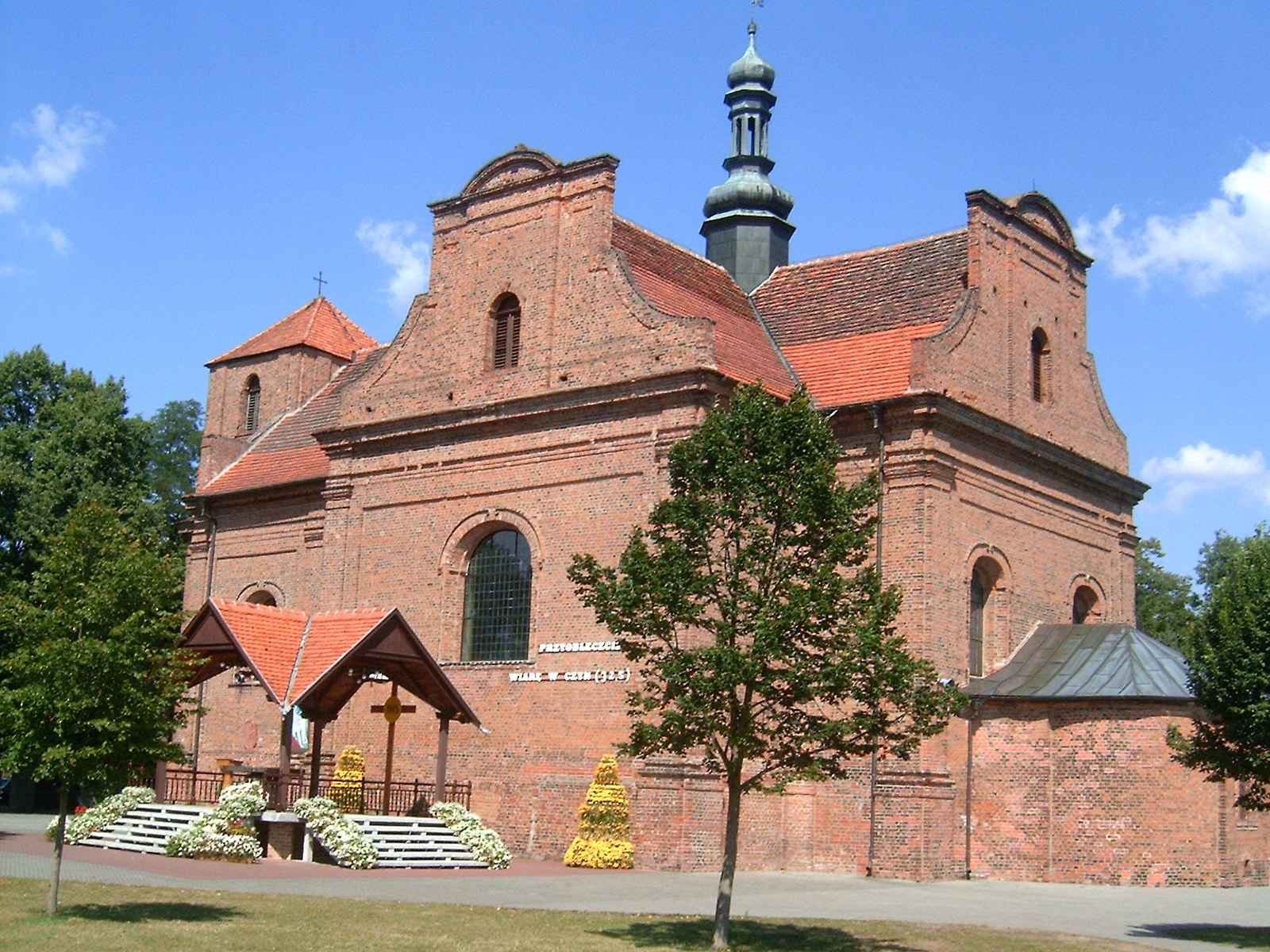
Opactwo cystersów w Wieleniu.

Inspiracją dla stworzenia postaci Stanisława był dla Parnickiego artykuł Gerarda Labudy Zapiska o zaburzeniach chłopskich w dobrach klasztoru przemęckiego w roku 1309. Autor artykułu zacytował w nim zapiskę z XVII-wiecznego rękopisu dawnej biblioteki cystersów w Wągrowcu: Roku Pańskiego 1309, cztery dni przed świętem św. Marcina biskupa, chłopi we wsi Mochy podpaliwszy dwór, spalili [żywcem] Piotra opata, a razem z nim braci: kapłana Bernarda, diakona Jana, głównego plebana Andrzeja i chłopca Urbana. Ci wszyscy w tym samym dworze spaleni zostali. Ich wspomnienie albo rocznicę obchodzi się dnia 8 listopada. Parnicki przyjął, że późniejsza od opisanych w niej wydarzeń o trzysta lat, notatka nie stanowi relacji z wydarzenia, a jedynie przytacza stan osobowy ówczesnego opactwa wieleńskiego. Założył więc, że diakon Jan, zwany dalej Stanisławem i Bernard alias Erling, mogli przeżyć.

## Dzieciństwo
Stanisław urodził się w 1282 roku jako syn Tatara i Polki, córki młynarza z Niałku, zgwałconej pod murami klasztoru w Sulejowie. Współwinnym jej zgwałcenia był mnich Bernard, który nie wpuścił jej do klasztoru, obawiając się wtargnięcia Tatarów. Prawdę o swym pochodzeniu poznał Stanisław po latach, podsłuchując rozmowę matki z jej ojcem oraz wysłuchując wyjaśnień opata Piotra w dniu wygania go z klasztoru.
Stanisław okazał się bardzo zdolnym chłopcem i był kształcony przez mnichów wieleńskich. 8 lutego 1296 wysłali go oni do Rogoźna, by ostrzec biskupa Janisława o grożącym królowi Przemysłowi II zamachu. Chłopiec nie zdążył jednak przekazać informacji, zatrzymawszy się po drodze przy grupie dzieci, w której miała być córka króla, Reiczka i jej dwórka Joanna. Od tego spotkania wzięła początek, zdaniem Stanisława jego miłość do królewny. Za niesubordynację mnisi wygnali go z klasztoru.

## Lata wędrówek

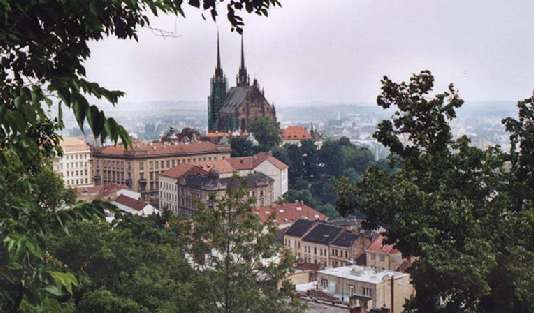
Widok na katedrę św. Piotra i Pawła w Brnie.

O następnych latach jego życia niewiele wiadomo. W 1301 roku otrzymał w Teodozji Taurydzkiej prawosławne święcenia diakonatu, które potwierdził potem biskup Gerward. Trafił też do tatarskiej niewoli, co pozwoliło mu się zapoznać z tatarskim systemem podatkowym opartym o pogłówne. W 1303 roku znalazł się w Pradze, gdzie wyznał Reiczce listownie swą miłość. Przypomniał jej spotkanie pod Rogoźnem. W listach stylizował się zgodnie z konwencją epoki na rycerza miłości. W przeddzień ślubu Reiczki z Wacławem II (26 maja 1303) został wezwany na spotkanie do kościoła w Brnie. Spotkał dwie zamaskowane kobiety w towarzystwie dwóch rycerzy. W kościele pomylił Reiczkę z Joanną. Otrzymał rozkaz ścigania Erlinga, podejrzanego o zamordowanie ojca Reiczki. Rozkaz miał na celu pozbycie się natręta. O spotkaniu z Reiczką Stanisław powiadomił listownie mnicha Bernarda.

## Spalenie mnichów w Mochach
Jesienią 1309 roku Stanisław wrócił do Mochów. Mnisi zakuli go w łańcuchy i założyli mu kaganiec. Korzystając z tego, że został rozkuty na czas wizyty w klasztorze biskupa Gerwarda, uciekł. Wcześniej rozmawiał z gościem o sposobie pobierania podatku przez Tatarów, proponując pomoc w ściąganiu podatku z trudnych terenów państwa krzyżackiego. Wrócił do Mochów 11 listopada, na który przypadał termin składania danin. Panowie komorowscy, z zemsty za utratę młyna sprowokowali wtedy chłopów do buntu. Stanisław stanął na jego czele, by zemścić się za doznane upokorzenia. Podczas nocnej rozmowy udawał, że próbuje dowiedzieć się od mnichów, który z nich jest jego ojcem, choć w tym czasie znał już prawdę o swoim pochodzeniu. Cystersi z kolei, wiedząc o jego wybujałej wyobraźni i miłości do Reiczki, opowiedzieli mu o podróży ojca Andrzeja poza słupy Herkulesa, podczas której podróżnicy natrafili na górę czyśćcową, gdzie przebywał zmarły mąż Reiczki, Wacław II. Nie uchroniło ich to jednak od śmierci. 

## W służbie królowej wdowy

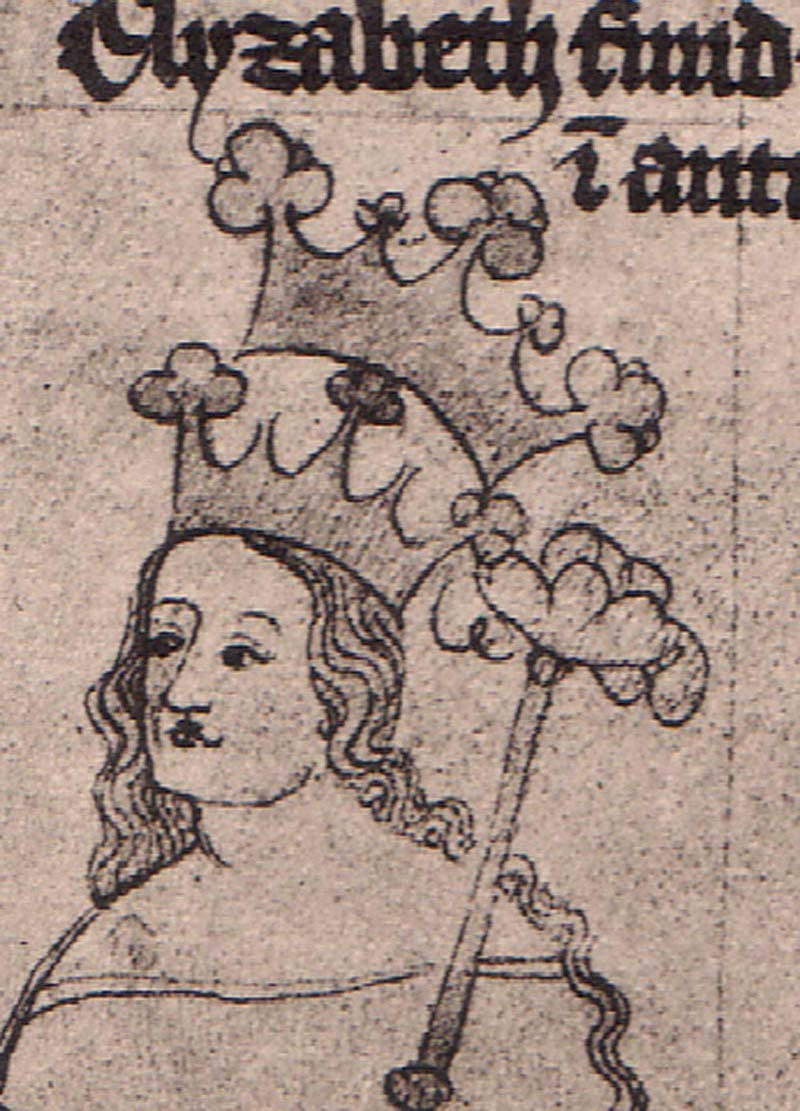
Reiczka.

Po śmierci mnichów uciekł do Czech. Na wiosnę 1310 roku zawarł układ z Reiczką, że nie pokaże się jej na oczy, dopóki nie spełni trzech warunków: ustali pochodzenie Wilhelminy Czeszki, dowie się prawdy o Erlingu i uzyska zgodę znajdującego się w czyśćcu Wacława II na poślubienie Reiczki. Trwający sześć lat pościg za Erlingiem nie przyniósł rezultatów. Tropiąc pochodzenie Wilhelminy trafił po śladach herezji wilhelmitów do Orvieto, gdzie został kochankiem Małgorzaty, bratowej kardynała Orsiniego, jednej z dawnych wyznawczyń kultu świętej Duszycy. W latach 1315-1316 udał się na polecenie Reiczki do Anglii, by zebrać informacje na temat formującego się tam parlamentaryzmu, którego wprowadzeniem w Czechach interesował się Henryk z Lipy, kochanek Reiczki.

## W Awinionie
Po powrocie z Anglii Stanisław, w ramach rekompensaty za oddane usługi, otrzymał od Reiczki list polecający na dwór papieski w Awinionie, by mógł się oczyścić i jednocześnie bronić swej mocodawczyni przed podejrzeniami o herezję. Sam list niewiele by dał, gdyby nie poparcie Gabriela de Fabriano, zainteresowanego tatarską formą podatku oraz kardynała Orsiniego, który miał nadzieję umieścić Stanisława jako szpiega u boku papieża. 8 lutego 1317 roku Stanisław został przyjęty przez papieża Jana XXII. Wcześniej rozmawiał z Gabrielem de Fabriano. Zataił przed nim niektóre fakty, mając nadzieję rozbudzić zainteresowanie papieża. I nie przeliczył się.

Motywy przybycia Stanisława do Awinionu były złożone. Powodowała nim nade wszystko miłość do Ryksy Elżbiety. Chcąc ją poślubić, musiał przedsięwziąć podróż śladem bohaterów literatury widzeń. Jego szaleństwo wspierało się na szczątkach rozsądku. Sądził, że papież może być zainteresowany zweryfikowaniem literackich i teologicznych spekulacji na temat czyśćca. Stanisław nieźle orientował się też w meandrach polityki awiniońskiej. Wiedział, że papież chce skazać na śmierć na stosie swego przeciwnika, oskarżonego o herezję biskupa Hugona Gerardusa. Dzięki podobieństwu sytuacji psychologicznej swojej i papieża liczył, że zostanie mu odpuszczona wina udziału w spaleniu mnichów wieleńskich. Rozmiłowany w sobie, miał też nadzieję, że niezwykłość jego opowieści o miłości i śmierci na tyle zainteresuje papieża, że ten pomoże mu zrobić karierę w Awinionie.

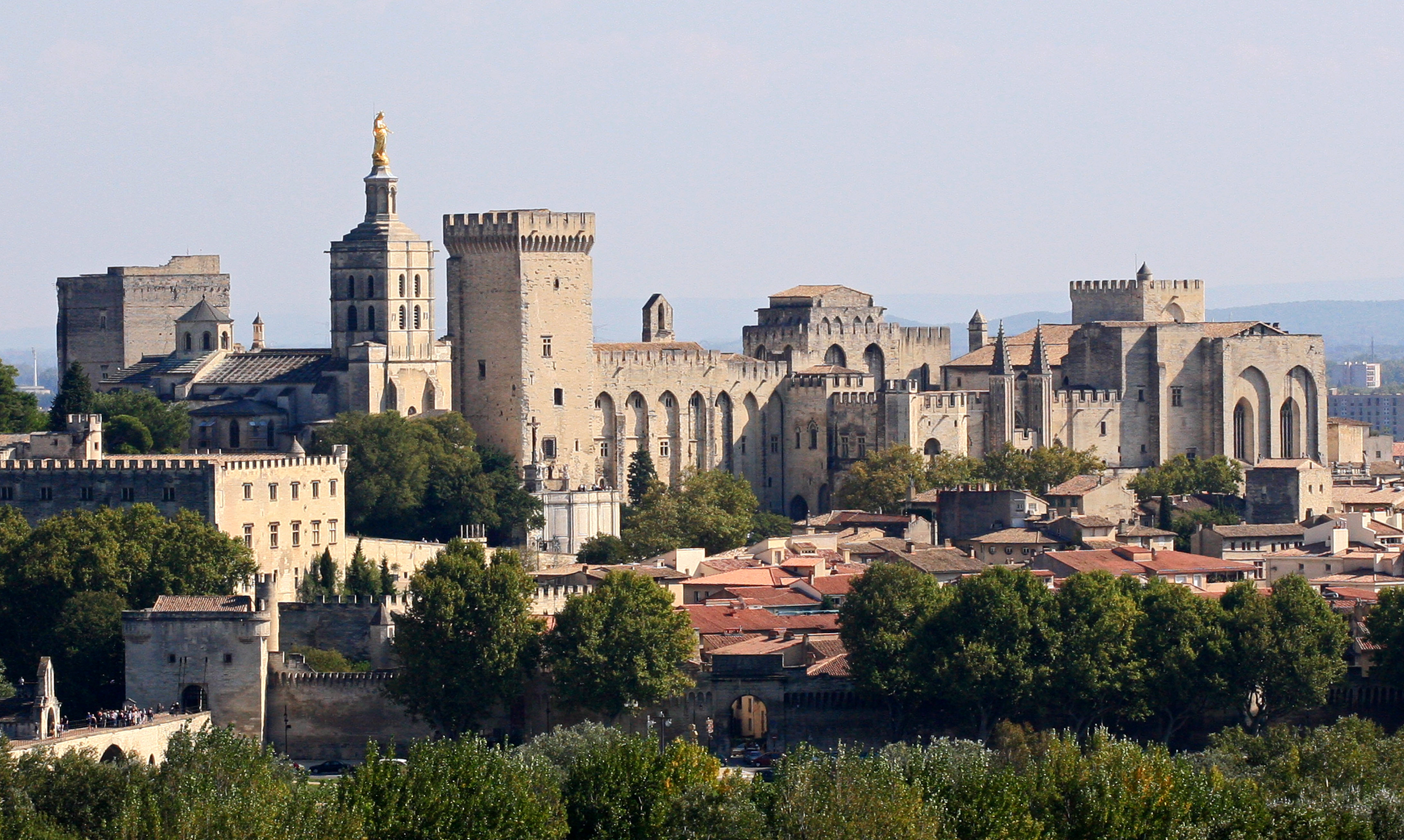
Awinion, pałac papieży.

Parnicki zwraca też uwagę na motywy polityczne wizyty Stanisława w Awinionie. Ryksa Elżbieta chce odwrócić od siebie podejrzenie o herezję. Polscy biskupi zabiegają o pomoc w uzyskaniu korony królewskiej dla Władysława Łokietka. Gabriel de Fabriano widzi w Stanisławie źródło wiedzy o sposobach pomnożenia dochodów papieskich. Kardynał Orsini szuka kandydata na szpiega. Gdyby nie fakt, że Stanisław jest osobą nieprzeciętną (wiedza, znajomość języków, dalekie podróże) nikt by nie zawracał nim sobie głowy. Politycy awiniońscy traktują go jak cenne, choć zepsute, narzędzie.
Po pierwszym etapie przesłuchań papież odkrył wszystkie tajemnice Stanisława, z wyjątkiem kwestii jego tożsamości. Politycy awiniońscy chcieli go wykorzystać do celów politycznych. Nie mieli oczywiście zamiaru wysyłać go na poszukiwanie góry czyśćcowej. Giraldus chciał jednak wysłać go z misją na wschód może do Chin. W tym celu na zlecenie papieża poddał go psychoanalizie, która miała choremu uświadomić, że jego miłość jest projekcją obrazu matki przybraną w konwencje miłosne epoki.  Ostatecznie papież zdecydował się wysłać Stanisława jako subkolektora podatków na terenach państwa krzyżackiego pod zmienionym imieniem: Tarantea z Doliny Jeziora.